# 32609 Jamesfagan
32609 Jamesfagan este o planetă minoră (asteroid) din centura de asteroizi. A fost descoperită pe 24 august 2001 la Experimental Test Site⁠(d) de Lincoln Near-Earth Asteroid Research. 
Obiectul prezintă o orbită caracterizată de o semiaxă mare de 3,0157385 UAi, o excentricitate de 0,2, o înclinație de 1,53384 ° în raport cu ecliptica.